# Швець Владислав Олександрович
Владисла́в Олекса́ндрович Шве́ць (2 жовтня 1926, Бахмут — 7 березня 2007, Львів) — український диригент, музикант, музичний педагог.

## Життєпис
Владислав Швець народився 2 жовтня 1926 року в Артемівську. У 1933 році переїхав з батьками в Запоріжжя. 10-річним залишився на окупованій території, пережив тяготи окупаційного лихоліття. Після звільнення України від німців Швець вступив до лав Червоної Армії, брав участь в боях на передовій, переніс поранення та контузію. Війну закінчив у Австрії, де познайомився з видатним композитором Францом Легаром. Після війни продовжує службу в армії, стає військовим музикантом, заочно вчиться у культосвітньому технікумі.
У 1956 р. закінчує технікум і, після демобілізації з армії, вступає до Львівської консерваторії. Незабаром починає працювати разом зі своїм вчителем в оркестрі Львівської опери. Здібного юнака помічають диригенти і все частіше пропонують виконувати партії першої труби. У той же період В. Швець починає свою педагогічну діяльність. З 1961 р. він викладач та заступник директора середньої спеціальної музичної школи-інтернату. Два роки було присвячено громадсько-політичній роботі, після чого він знову перейшов до оперного театру вже солістом оркестру. Під час роботи в оркестрі оперного театру йому довелось працювати з відомими на той час львівськими диригентами — Л. Брагінським, І. Заком, І. Паїним, Ю. Луцівим, С. Турчаком, Я. Вощаком, С. Арбітом, І. Лацаничем.
Не залишаючи роботу в музичній десятирічці, В. Швець з 1966 р. почав працювати у Львівській державній консерваторії ім. М. В. Лисенка, згодом став деканом оркестрового факультету (з 1985 — доцент, з 1998 — професор). Працюючи і в Опері і в консерваторії, В. Швець знаходив у собі сили займатися концертною діяльністю. Багато з його учнів та колег пам'ятають сольні концерти, що їх проводив музикант у консерваторії на межі 60 — 70 років. Концерти з двох відділів вирізнялись складною і цікавою програмою, включали твори Дж. Енеску, П. Хіндеміта, С. Василенка, О. Гедіке тощо.

## Учні
Плідною виявилась педагогічна діяльність В. Швеця. За час роботи на цій ниві він виховав понад сто учнів. Значна кількість з них — лауреати національних та міжнародних конкурсів, почесні звання «Заслуженого артиста України» одержали — Р. Наконечний, В. Копоть, В. Давиденко, В. Кшижевський, «Заслужений артиста Росії» — Б. Панько, М. Шадюк. Учні Швеця працюють у різних колективах України та за її межами, деякі з них — члени міжнародних асоціацій, зокрема української Гільдії трубачів-професіоналів, а їх вихователь — один з засновників, а зараз Почесний член цієї організації. Деякі учні, наприклад Р. Наконечний, І. Вар'янка, М. Попович направляли на навчання в його клас своїх дітей, і в цьому випадку можна говорити вже про виховання династій трубачів. Володимир Чижик — джазовий трубач, в різний
час працював в провідних оркестрах Москви: О. Лундстрема, В. Людвіковського, Г. Гараняна. і ін. З 1974 року проживає в США.

## Педагогічна діяльність
Владислав Швець — учасник різних конференцій, педагогічних читань, досвідчений методист, який виступав з доповідями в багатьох містах СНД, член журі республіканських та міжнародних конкурсів. До його творчого доробку слід віднести й методичні публікації, наприклад: «Система елементарних самостійних занять студента-трубача» (1985), «Деякі питання роботи виконавця над матеріалом Концерту для труби з оркестром С. Василенка» та ін. Усвідомлюючи величезне значення рівня загальнокультурного та інтелектуального розвитку, педагог постійно звертає увагу учнів на необхідність глибокого вивчення спеціальної музикознавчої, а також ознайомлення з найкращими творами художньої літератури, що сприятиме підвищенню як професійної, так і загальнокультурного їх рівня.
Цілком природно, що в процесі виконавської та педагогічної роботи В. Швецем було вироблено власні методичні принципи, що стали основою оригінальної методики, котра позначалася на легкості звуковидобування, «вокальності тембру», роботі дихання, точності у ставленні до штриха. Велика увага приділяється розігріву, виконанню «витриманих звуків», роботі над гамами, етюдами (рекомендуються етюди Ж. Арбана, А. Йогансона, В. Брандта, Е. Трон'є).
Організованість та продуманість навчального процесу — характерні риси педагогічного стилю В. Швеця. Він застерігає учнів від надмірної емоційності, форсування динаміки, що може зашкодити сприйняттю твору слухачем.

## Творча праця
Розуміючи силу прикладу в педагогічній діяльності, В. Швець у своєму, вже солідному віці, щоденно займається на трубі і демонструє на уроках складні елементи етюдів, концертів, вправ.
За багатолітню педагогічну діяльність В. Швець виховав велику кількість яскравих трубачів, які працюють в багатьох колективах Львова та інших міст України та Росії. Серед його учнів: І. Гишка, В. Давиденко, Г. Коздоба, І. Вар'янка, Б. Панько, М. Щадюк, Я. Кшижевський, В. Надюк, І. Гаврилюк, Р. Наконечний, А. Наконечний, Б. Стасишин, О. Захарченко, О. Самборський.

## Родина
Дочка, Савицька Наталія Владиславівна (1955—2015) — видатний український вчений-музикознавець, доктор мистецтвознавства, професор, критик і педагог, завідувачка кафедрою теорії музики ЛНМА ім. М.Лисенка.
Дружина, Тамара Наумівна, — відомий у Львові лікар, психолог і логопед.
Династію визначних львівських музикантів продовжує нині онучка Владислава Олександровича, Анна Савицька — скрипалька, лауреат міжнародних конкурсів.